# Helga Gitmark
Helga Gitmark (ur. 30 września 1929, zm. 2 sierpnia 2008) – norweska polityk, minister.

## Działalność polityczna
Należała do Partii Centrum. Od 5 marca 1973 do 16 października 1973 była ministrem ochrony środowiska naturalnego w rządzie Larsa Korvalda. W latach 1977–1981 zasiadała w Stortingu.